# Dhanani Group
Dhanani Group Inc. är ett amerikanskt företag som verkar som franchisetagare för Burger King (554 restauranger); La Madeleine (42) samt Popeyes (383). Det var USA:s näst största franchisetagare, för restauranger, efter omsättning för år 2022.

## Historik
Företaget grundades 1976 inom branschen för närbutiker av Shoukat Dhanani. År 1994 valde företaget att bredda sin verksamhet och blev franchisetagare för Burger King. År 2009 började Dhanani Group även driva Popeyes-restauranger medan två år senare som franchisetagare för dessa. Företaget hade enbart närvaro i Houston, Texas fram till 2012 när Dhanani Group började göra en nationell expandering och förvärvade 100 Burger King-restauranger i New England-regionen.